# Micromasoria caelata
Micromasoria caelata är en insektsart som först beskrevs av White 1879.  Micromasoria caelata ingår i släktet Micromasoria och familjen sporrstritar. Inga underarter finns listade i Catalogue of Life.